# ナタル (装甲巡洋艦)

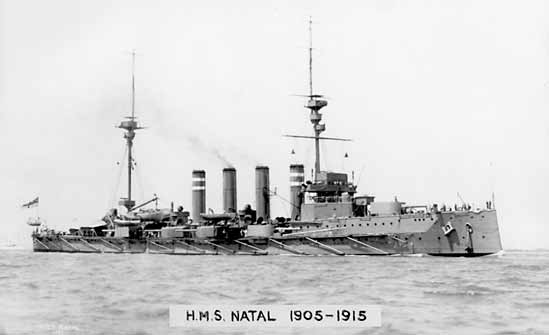
1910年に撮られた「ナタル」

ナタル (HMS Natal) はイギリス海軍の装甲巡洋艦。ウォーリア級（またはデューク・オブ・エジンバラ級）。

## 艦歴
「ナタル」は1903年-1904年度の海軍建造計画の一部として、4隻の装甲巡洋艦のうちの2隻目として発注された。ナタルは1904年1月6日にバロー・イン・ファーネスでヴィッカース・サンズ＆マキシム社 (Vickers, Sons & Maxim) によって起工された。1905年9月30日にルイーザ・カヴェンディッシュ（Louisa Cavendish）によって命名。1907年3月5日に竣工し、建造費用は1,218,244ポンドであった。「ナタル」という艦名は、建造費用の大半をナタール植民地 (Colony of Natal) の住民が負担したことからつけられた。
同型艦同様「ナタル」は1907年に第5巡洋艦戦隊に編入され、1909年には第2巡洋艦戦隊に転属となった。1911年から1912年の間、新たに即位したジョージ5世がデリー・ダルバール出席のためインドへ向かう際に王室ヨットとして使用された客船「メディナ (RMS Medina)」の護衛を務めた。また、1912年12月には駐英アメリカ大使ホワイトロウ・レイド (Whitelaw Reid) の遺体をニューヨークまで運んだ。その任務を終えた後、「ナタル」乗員は乗艦に「Sea Hearse （海上の霊柩車）」というあだなをつけた。

### 第一次世界大戦
第一次世界大戦が勃発すると「ナタル」はグランドフリートに加わり、1915年1月にはクロマーティ (Cromarty) で修理を受けた。1915年の大半は何事もなく北海の哨戒に従事してすごし、11月22日からキャメル・レアード社のバーケンヘッド (Birkenhead) の造船所で短期間の修理が行われた。12月5日、「ナタル」はスカパ・フローで第2巡洋艦戦隊に加わった。12日後、戦隊はクロマーティ湾 (Cromarty Firth) へ向け出港した。

#### 沈没

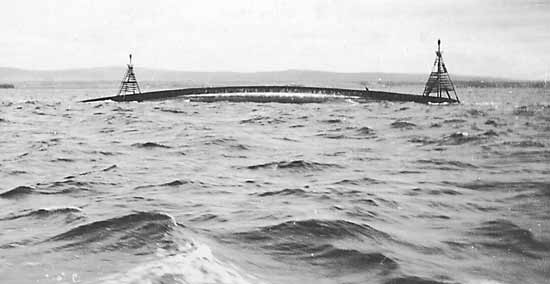
クロマティ湾で転覆しキールを見せる「ナタル」

1915年12月30日、「ナタル」は戦隊のほかの艦とともにクロマーティ湾に停泊していた。その日の午後、エリック・バック (Eric Back) 艦長は映画観賞会を催し、士官たちの妻子、民間人の友人とその家族、近くの病院船「ドリナ (Drina)」の看護婦たちを招待した。計17人の女性と民間人の男性1人、3人の子供が出席していた。
15時25分過ぎ、前兆もなしに艦後部で連続した激しい爆発が起こり、「ナタル」は5分後に転覆した。ドイツ潜水艦による雷撃や潜水艦により敷設された機雷の爆発を考えた者もいたが、調査の結果爆発は内部で起こったことが判明した。調査を行ったダイバーは、爆発は後部9.2インチ砲の弾庫か3ポンド砲と小火器の弾薬庫から始まったと報告した。「ナタル」喪失でひらかれた海軍本部の軍法会議は、喪失の原因を内部の弾薬（おそらく、問題のあるコルダイト）の爆発であると結論した。海軍本部は1916年1月に死者行方不明者（合計390人）のリストの改訂版を出したが、それには当日乗艦していた女性および子供は含まれていない。